# Ljubovčići
Ljubovčići är en ort i Bosnien och Hercegovina.   Den ligger i entiteten Federationen Bosnien och Hercegovina, i den centrala delen av landet, 18 km sydväst om huvudstaden Sarajevo. Ljubovčići ligger 758 meter över havet och antalet invånare är 338.
Terrängen runt Ljubovčići är bergig. Runt Ljubovčići är det ganska tätbefolkat, med 93 invånare per kvadratkilometer.. Närmaste större samhälle är Sarajevo, 18,1 km nordost om Ljubovčići. 
I omgivningarna runt Ljubovčići växer i huvudsak blandskog.